# Norberto Bobbio
Norberto Bobbio (Turín, Italia, 18 de octubre de 1909-9 de enero de 2004) fue un jurista,  abogado, filósofo y politólogo italiano.

## Vida
Hijo de Luigi Bobbio, cirujano en el Ospedale S. Giovanni de Turín, y de Rosa Caviglia,  perteneció a una acomodada familia filofascista. En 1927 organizó la sección de la Avanguardia Giovanile Fascista en el liceo Massimo d'Azeglio en el que estudiaba y, al año siguiente, cuando comenzó sus estudios universitarios, se afilió al Partido Nacional Fascista. Tras graduarse en Derecho y Filosofía en la Universidad de su ciudad natal, fue profesor de Filosofía del Derecho en la Universidad de Camerino desde 1935 hasta 1938, en Siena desde 1938 hasta 1940, y en Padua desde 1940 hasta 1948, volviendo por último a ejercer la docencia en Turín hasta 1979, fecha en la que fue nombrado profesor emérito de Filosofía Política. En 1943 se casó con Valeria Cova, de la que tuvo tres hijos: Luigi, Andrea y Marco. Perteneció a la Accademia Nazionale dei Lincei y fue miembro correspondiente de la Academia Británica desde 1966.
En 1935 fue arrestado por el régimen por primera vez, junto con sus amigos del grupo antifascista Giustizia e Libertà. Entre 1942 y 1943, durante la Segunda Guerra Mundial, fue encarcelado debido a su pertenencia a la resistencia italiana.
Fue nombrado senador vitalicio de Italia siendo Presidente de la República Sandro Pertini. Fue doctor honoris causa por las Universidades de París, Buenos Aires, Complutense de Madrid, Bolonia,  Chambéry y Carlos III de Madrid.

## Actividad política
Bobbio ha sido llamado un socialista liberal en la tradición de Piero Gobetti y Carlo Rosselli. Participó desde 1942 en el Movimento Liberalsocialista creado por Aldo Capitini y Guido Calogero. En octubre de 1942 se afilió al clandestino Partito d'Azione, por el que llegaría a ser candidato en las elecciones a la Asamblea constituyente italiana de 1946. Durante este período Bobbio fue también influido -debido a sus estudios de leyes y economía- tanto por Hans Kelsen como Vilfredo Pareto.
En 1943 Bobbio ingresó a la resistencia antifascista, integrándose en el movimiento Giustizia e Libertà -de inspiración social demócrata- debido a lo cual -en diciembre del mismo- fue encarcelado.
Después de la guerra, y por mucho tiempo, Bobbio se alejó de la política activa, especialmente después de un fracasado intento de ocupar un escaño en el congreso italiano, a pesar de lo cual continuó participando en diferentes actividades de carácter cultural.
En 1967 Bobbio participa en la asamblea constituyente del Partido Socialista Unitario. Sus aportaciones mayores a la vida política han tenido lugar en el ámbito ideológico y programático, especialmente su actividad académica en la Universidad de Turín -en la cual llegó a ser fundador de la cátedra de Economía política y decano de la Facultad de Ciencias políticas. Por sus trabajos en estas áreas llegó a ser miembro de la Accademia Nazionale dei Lincei y la Academia Británica. Adicionalmente fue nombrado (en 1979) profesor emérito de la Universidad de Turin y senador de por vida (1984)
Como senador, Bobbio se registró como independiente en el grupo socialista.
Esta situación coincidió con un período particularmente inestable y confuso en la vida política italiana, que culminó con el secuestro y muerte de Aldo Moro por las Brigadas Rojas, (1978), el escándalo de la logia Propaganda Due (1981); el asesinato del jefe de los Carabinieri, el general Carlo Alberto Dalla Chiesa por la Mafia (1982) y finalmente el colapso y disolución de la Democrazia Cristiana (1991-1994) (véase también: Manos Limpias (Italia))
Durante este período Bobbio se mostró como un firme partidario del principio de legalidad, la limitación y separación de poderes y, al mismo tiempo, como socialista, se opuso a lo que percibía como la tendencia autoritaria y antidemocrática de la mayoría de los partidos comunistas. Estuvo a favor del compromiso histórico italiano, del reencuentro entre el socialismo y la democracia y de una política por la paz, tanto interna como internacionalmente. En 1996 se inscribió en el Partido Demócratas de Izquierda.
Posteriormente, llegó a ser un duro crítico de Silvio Berlusconi.
Por todo lo anterior Bobbio es percibido como el filósofo de “La democracia en el mundo contemporáneo”, entendida como la búsqueda crítica de consensos. Según su opinión, son esenciales una participación colectiva y no coercitiva en las decisiones comunes, la alternancia no violenta de los partidos y sectores sociales en el poder, etc. (ver, particularmente: Bobbio: L'età dei diritti-El tiempo de los derechos;1990).

## Pensamiento
Tanto en sus enseñanzas como en sus muchas obras, tales como Politica e cultura (Política y cultura, 1955), Da Hobbes a Marx (De Hobbes a Marx, 1965) y Quale socialismo? (¿Qué socialismo?, 1976), Bobbio ha analizado las ventajas y desventajas del liberalismo y del socialismo, tratando de mostrar que quienes defienden ambas ideologías basan sus actividades en el respeto al orden constitucional y en el rechazo a los métodos antidemocráticos, incluyendo, como es obvio, el análisis y la crítica a la corrupción que ha caracterizado la vida política italiana de los últimos años y el terrorismo al que se opuso con energía durante las décadas de los años 1960 y 1970.
En los años cincuenta, Bobbio dedica diversos escritos a la defensa de la teoría pura del derecho de Hans Kelsen contra las críticas de iusnaturalistas y marxistas. En esa época, Bobbio concibe el ordenamiento jurídico desde un punto de vista estructural inspirado en el positivismo jurídico del autor austriaco citado. Bobbio es uno de los principales exponentes del socialismo liberal.
En filosofía, su pensamiento experimentó cambios determinantes, pasando de una posición inicialmente cercana a los planteamientos de la fenomenología y del existencialismo (que se puede datar entre 1934 a 1944) a una toma de postura cercana al empirismo lógico y la filosofía analítica. Abandonará la fenomenología pues aprecia en ella una suerte de teorización de la doctrina de la "doble verdad" y por ello un retorno a la vieja metafísica. También abandonará el existencialismo, denunciándolo por antipersonalista y apolítico.
Llamado por muchos el «filósofo de la democracia», en materia política Bobbio tendió siempre a la defensa de tres ideales autoimplicativos y que él mismo reconoció expresamente: democracia, derechos del hombre y paz; así lo citaba ya en las páginas VII a VIII de la introducción a L’età dei diritti:

Diritti de l’uomo, democrazia e pace sono tre momenti necessari dello stesso movimento storico: senza diritti de l’uomo riconosciuti e protetti non c’è democrazia; senza democrazia non ci sono le condizioni minime per la soluzione pacifica dei conflitti. Con altre parole, la democrazia è la società dei cittadini, e i sudditi diventano cittadini quando vengono loro riconosciuti alcuni diritti fondamentali; ci sarà pace stabile, una pace che non ha la guerra come alternativa, solo quando vi saranno cittadini non piú soltanto di questo o quello stato, ma del mondo.
Derechos del hombre, democracia y paz son tres momentos necesarios del mismo movimiento histórico: sin derechos del hombre reconocidos y protegidos no hay democracia; sin democracia no se dan las condiciones mínimas para la solución pacífica de los conflictos. En otras palabras, la democracia es la sociedad de los ciudadanos, y los súbditos se convierten en ciudadanos cuando les son reconocidos algunos derechos fundamentales; habrá paz estable, una paz que no tenga la guerra como alternativa, solamente cuando seamos ciudadanos no de este o aquel Estado, sino del mundo.
Teoria generale della politica, p. LVIII.

## Obras
- El Existencialismo (1944)
- Política y cultura (1955)
- Italia civilizada. Retratros y testimonios (1964)
- De Hobbes a Marx (1965)
- ¿Qué socialismo? (1976)
- Norberto Bobbio: El filósofo y la Política. Antología, editorial Fondo de Cultura Económica, México, 1996 1a. Edición. Estudio preliminar y compilación de los textos hecha por José Fernández Santillán.
- Ni con Marx ni contra Marx
- El futuro de la democracia (1984)
- Estado, gobierno y sociedad: por una Teoría General de la Política (1985)
- Derecha e izquierda (1994, segunda edición 1995). Traducción castellana de Alessandra Picone, Taurus, Madrid, 1998.
- Liberalismo e Democrazia Simonelli Editore (1985)
- Teoría general del Derecho (1958 y 1960). Traducción castellana de Eduardo Rozo Acuña, Debate, Madrid, 1991
- El problema de la guerra y las vías de la paz
- El problema del positivismo jurídico. Traducción castellana de Ernesto Garzón Valdés, Editorial Universitaria de Buenos Aires, Argentina, 1965 (reedición mexicana en Fontamara, México, 1991).
- Igualdad y libertad
- El tiempo de los derechos
- Las ideologías y el poder en crisis: pluralismo, democracia, socialismo, comunismo, tercera vía y tercera fuerza
- La duda y la elección. Intelectuales y poder en la sociedad contemporánea
- Elogio de la templanza
- La izquierda en la era del karaoke
- El tercero ausente
- De senectute y otros escritos biográficos (1996)
- Autobiografía (1997)
- Perfil ideológico del siglo XX en Italia, Turín, (1960)
- Derecha e izquierda (1994)
- Diálogo en torno a la República, Bari, (2001)
- Crisis de la democracia (1985)
- De la razon del estado al gobierno democratico (2014)
- Democracia y secreto (2011)
- Estudios de la Historia de la Filosofia (1985)
- La teoria de la formas de gobierno en la historia del pensamiento politico (1985)
- Origen y fundamentos del poder politico (1985)
- Teoria General de la Politica (2003)
- Tomas Hobbes (1989)
- Diccionario de politica (2004)